# Klępczewo
Klępczewo [klɛmpˈt͡ʂɛvɔ] (tiếng Đức Klemzow) là một ngôi làng thuộc khu hành chính của Gmina widwin, thuộc quận Świdwin, West Pomeranian Voivodeship, ở phía tây bắc Ba Lan. Nó nằm khoảng 5 kilômét (3 mi) về phía tây của Świdwin và 85 km (53 mi) về phía đông bắc của thủ đô khu vực Szczecin.
Ngôi làng có dân số 850 người.